# 담양 영은사 석조여래좌상
담양 영은사 석조여래좌상( 靈隱寺 石造如來坐像)은 대한민국 전라남도 담양군 고서면 금현리, 영은사에 있는 고려시대의 석불이다. 1986년 2월 7일 전라남도의 유형문화재 제143호로 지정되었다.

## 개요
전라남도 담양군 고서면 금현리 영은사에 있는 불상으로, 불신과 광배(光背)를 하나의 돌에 새겼다.
머리에는 상투 모양의 머리묶음이 솟아 있고, 둥근 얼굴에 이목구비가 다소 형식화되어 있다. 체구는 평판적이며 왼쪽 어깨를 감싼 옷을 입고 있는데 U자형의 특징적인 옷주름을 도드라지게 새겼다. 몸 뒤쪽에 있는 배(舟)모양의 커다란 광배(光背)는 머리광배를 한 줄의 선으로 두르고 바깥부분에 불꽃무늬를 새겨 넣었다.
이 불상은 전라남도 영암의 도갑사 석조여래좌상(보물 제89호)과 비슷한 양식으로 신라말 고려초에 유행한 지방적인 유파의 흐름을 잘 보여준다.

## 같이 보기
- 영암 도갑사 석조여래좌상(보물 제89호)

## 참고 자료
- 영은사석조여래좌상 - 국가유산청 국가유산포털